# 北京市中关村中学
39°58′37″N 116°19′10″E / 39.97694°N 116.31944°E
北京市中关村中学，简称中关村中学，创办于1982年9月1日，是一所全日制公立完全中学，其本部位于北京市海淀区科学院南路甲14号。
北京市中关村中学是北京市政府及教育部支持建設的北京市第三批示范高中。现为清华大学百年领军人才培养基地校和北京市青少年科技后备人才早期培养基地校。
学校现以本部、双榆树校区、清华园校区、知春分校一校四址的方式运营。

## 历史
- 1982年，在时任全国政协常委汪德昭先生和五十余位院士，专家的推动下，为解决中科院子女的入学问题，中关村中学建立。
- 1984年5月14日，学校开办电子计算机职业高中班，变为既是普通高中也是职业高中的一所学校，不过不久后职高班停办，学校回归了正轨[2]。
- 1992年，学校更名为中国科学技术大学附属中学（中国科大附中）[5]。
- 1998年7月，清华园中学并入学校[2]，现称为清华园校区，有一个初中年级在此学习生活。
- 2001年5月，恢复校名[6][7]。
- 2003年7月，双榆树中学并入学校[2]，现称为双榆树校区，有一个初中年级在此学习生活。
- 2004年6月，中关村中学被评为北京市示范高中校[8]。
- 2011年，中关村中学成为国家特色高中项目实验学校[8]。
- 2011年5月12日，中关村中学承办学院路中学，学院路中学正式更名为中关村中学分校。
- 2014年，中关村中学与中国科学院开展合作办学，加挂“中国科学院中关村学校”校牌，提出“科教协同，共育英才”一校两牌的管理模式，并在2015年与中国科学院大学合作创办中关村中学国科大实验班[4]。
- 2017年4月14日，北航附中承办中关村中学分校即学院路中学，其正式更名为“北航实验学校分校”。同日，中关村中学承办知春里中学，知春里中学正式更名为“北京市中关村中学知春分校“[9]。现知春分校有独立的三个初中年级在原知春里中学校区，而高中年级则在本校上课。
- 承办知春里中学后，中关村中学进一步探索集团化办学模式，构建中关村中学教育集团新蓝图[10]。
- 2019年3月5日，中关村中学代表造访银川市中关村中学，开展两校合作办学，结对共建[11]。
- 2020年7月4日，北京市公布2020年高考考点考场安排。中关村中学以共计容纳298场次考试的数目成为北京市最大考点，引发广泛关注[12]。
- 2023年暑假，学校决定拆除本部初中楼。邓小平像迁至清华园校区。

## 校园
- 本部有初中楼，高中楼，科技楼，谭华正图书馆与文体楼五部分。
- 双榆树校区仅有一座教学楼与一座文体楼。

- 2020年6月复课景象
- 校门石碑
- 校内石碑
- 谭华正图书馆
- 本部东门
- 清华园校区

## 校训
- 1998年时，中关村中学（时中国科大附中）校训为”勤奋好学 严谨求实 无私奉献 开创未来“[13]。
- 2002年时，校训更改为”勤奋好学 敬业爱生 严谨求实 开拓创新“[5]。
- 2016年左右，学校将校训更改为”崇德 尚礼 笃学 求真“并沿用至今[14]。

## 特色

### 周恩来文化

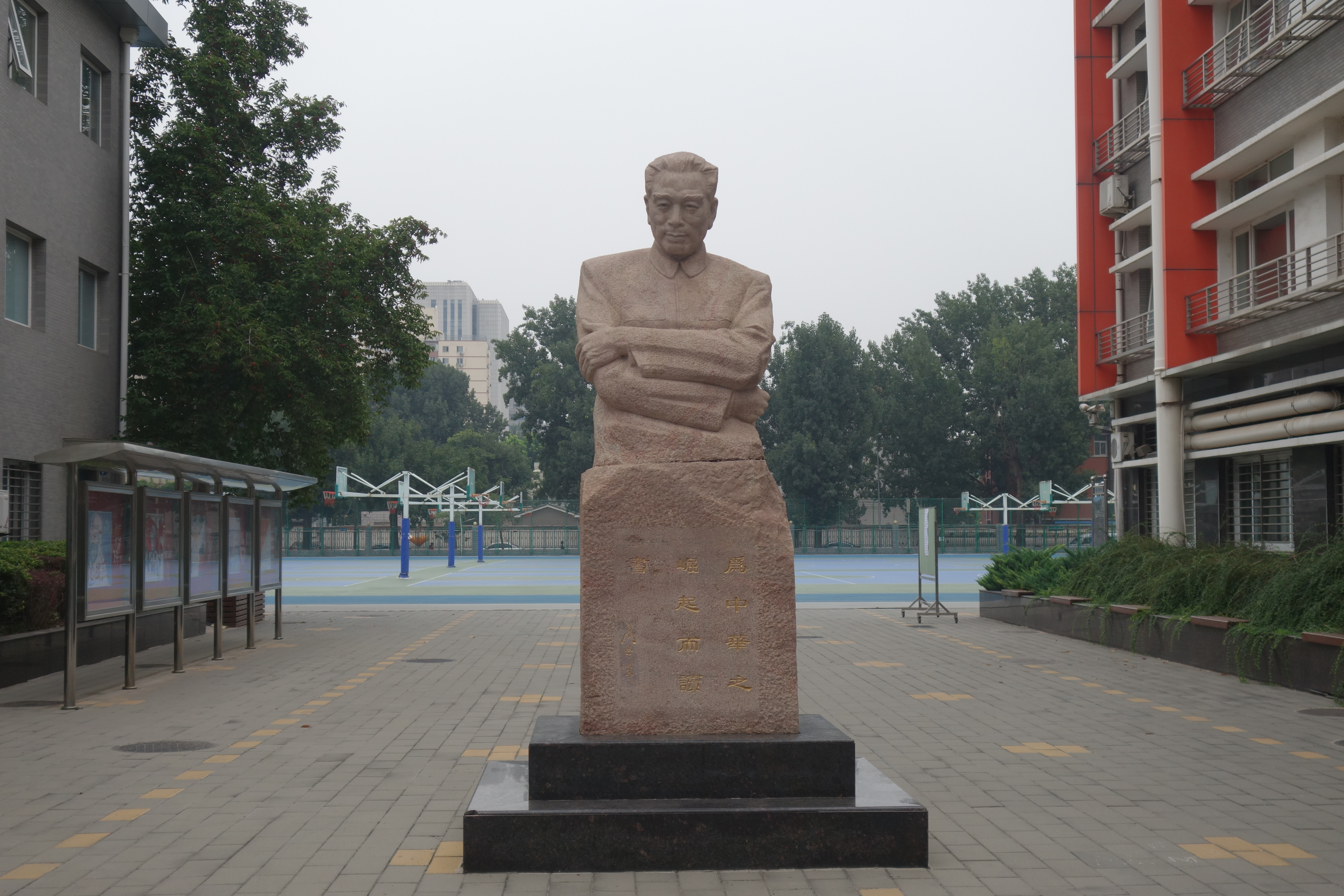
中关村中学周恩来雕像

- 1995年，学校党总支与中共中央文献研究室第二编研部（周恩来编研部）党支部结为友好支部，并通过周恩来编研部与梅园新村纪念馆建立了联系。
- 1996年3月4日，学校内新增一座周恩来雕像，为周恩来抱臂沉思，下刻字“为中华之崛起而读书”。
- 1998年，中关村中学校领导亲赴南京，学习开展争创“周恩来班”活动的经验，并酝酿建立该校第一届 “周恩来班”[15]。1999年10月，中关村中学与南京梅园中学结为友好学校。
- 1999年12月26日，在人民大会堂召开的“北京市中关村中学迎接新世纪”大会，命名了学校第一届“周恩来班”。“周恩来班”的牌匾由宋平题写。此后的每年里，学校都会举办”申周大会“，号召初二，高二两年级的班级进行DV制作，并举办大会现场展示，通过民主选举的方式取初二，高二分别得票最多的两个班级成为”周恩来班“。近年，学校还组织评选了“周恩来奖章”与“周恩来励志奖学金”。
- 2012年中关村中学建校30周年之际，新建的周恩来励志馆揭幕[16]。

### 院士文化
学校因中科院底蕴浓厚，在校学生也不乏中科院工作人员子弟，因此大力推动院士文化。
- 学校名人题词馆中有不少院士题词，如周光召，丁肇中等。
- 2010年，在第三任校长邢筱萍的推动下，学校出版了《院士的故事》一书[17]。

### 村里“开讲啦”
- 2017年10月26日，邀请到撒贝宁为同学们上了一节生涯规划课。

- 2018年4月19日，邀请到中科院张杰院士，进行讲座“迎接中华民族的伟大复兴——为建设中华民族伟大复兴努力奋斗”。

- 2018年10月25日，邀请到蛟龙号试航员杨波来讲述“蛟龙”号研究的历程与研究目的。

- 2019年4月4日，举办主题为“留法勤工俭学运动以及中法关系”的讲座，邀请到作为欧美同学会法比分会代表的瞿柯先生。

### 汪德昭书院
- 2018年7月22日，汪德昭书院开工建设。
- 9月15日，书院教室竣工并验收合格。
- 12月12日，汪德昭书院落地图书馆五层并举行开班仪式。

### SELF格致论道讲坛
2018年12月14日，学校举行SELF x KIDS系列之四“科学的韵律”。

### 特色展馆
- 周恩来励志馆[18]：为了继续发扬“恩来精神”，中关村中学建造“周恩来励志馆”，并于2012年11月18号校庆当天正式开馆。该馆为北京市和海淀区首家校内周恩来主题展馆。展馆共分为立志求索、旅欧入党、艰辛奋斗和鞠躬尽瘁四个部分，每个部分都有展有周恩来相关的图片与实物展示。馆内还有周恩来少年时期的蜡像，以供学生了解周恩来的励志故事[16]。
- 名人题词馆：学校收藏老一辈革命家、党和国家领导人、科学家、艺术家、知名人士的题词二百多幅，并选取具有代表性的部分作品进行集中展示。其中较著名的有李先念、李鹏、朱镕基、薄一波、乔石、宋任穷、袁隆平、杨振宁的题词。
- 地理馆
- 航天馆
- 历史馆
- 野生动物标本馆
- 天文台
- 篮球馆

### 体育
- 篮球：中关村中学是市级传统体育项目学校。2011年，高中男篮获全国中学生篮球锦标赛亚军，高中、初中男篮双获北京市青少年男子篮球锦标赛冠军。2015年，中关村中学男篮夺得北京市“耐克杯”冠军。2019年5月，中关村中学与清华附中组成的联队在全国校园篮球赛夺得总冠军。2019年该校篮球队获得北京市海淀区篮球冠军联赛总冠军。

此外，在2015年，中关村中学开展教职工篮球赛事。2016年，中关村中学开展篮球进校园活动，邀请麦克·毕比等传奇球星参加。且中关村中学每年都在各个年级举办班级篮球赛。
- 武术：中关村中学武术队多次蝉联北京市中小学武术比赛团体总分的第一名和武术公开赛冠军。
- 田径：中关村中学田径队被授予北京市中小学生运动会突出贡献奖，学校每年在秋季举办田径运动会，并在平时举办折返跑，接力赛等田径项目。
- 足球：中关村中学足球队参加海淀区足球联赛。此外，中关村中学每年都在各个年级举办5人制足球赛。
- 其他运动：中关村中学开设空竹、舞龙舞狮等民族体育以及击剑、跆拳道、健美操、毽球，格斗等十几个门类的选修课程。

学校除坚持每天的课间操、每周一到三次的大课间之外，还有5月体育文化节，9月的秋季运动会。

### 学术
- 2004年中关村中学学生组成的头脑奥林匹克小组代表北京市到美国参加第25届头脑奥林匹克世界决赛，从来自15个国家和地区的800支代表队中脱颖而出，捧得金杯[19]。

### 多元文化欣赏
学校下属校电视台由学生自主管理，校电视台坚持制作短片《多元文化欣赏》，至2021年7月已播出2200多集，每集3~5分钟。

## 历任校长
名誉校长：汪德昭
1. 任联卿（1982~1987）
2. 段兴起（1987~2000）[19]
3. 邢筱萍（2000~2014）
4. 苏纾（2014~）

## 友好学校
- 香港东华三院陈兆民中学[20]
- 香港甲寅年总理中学[20]
- 俄羅斯圣彼得堡574学校[21]
- 圣保罗学校[22]

## 吉祥物
- 中关村中学的非正式吉祥物（未正式说明，但在各大活动中均有现身）为中关村中学校服熊与制服熊[23]。
- 中关村中学校团委的吉祥物为“团团”[24]。